# Harald Meurling
Johan Harald Meurling, född 4 oktober 1882 i Västervik, död  31 oktober 1959 i Karlstad, var en svensk teckningslärare, som även var verksam som arkitekt.

## Biografi
Harald Meurling var son till boktryckaren Johan Meurling och Alma Andersson. Han studerade vid Tekniska skolan i Stockholm 1899–1901, och vid Tekniska skolans högre industriella avdelning 1901–1905.
Meurling tjänstgjorde som teckningslärare vid skolan 1905–1908. Han var biträdande teckningslärare vid Högre realläroverket på Norrmalm 1906–1907 och vid Östermalms högre läroverk 1907–1908. Han var sedan teckningslärare i Vänersborg 1908–1912 och vid Karlstads högre allmänna läroverk 1912 fram till pensionen, samt även vid stadens yrkes- och lärlingsskolor.
Harald Meurling är gravsatt på Ruds kyrkogård i Karlstad.

## Verksamhet som arkitekt
Ett flertal villor och flerfamiljhus har uppförts i Karlstad efter Meurlings ritningar. Flera av dem har senare pekats ut som kulturhistoriskt värdefulla i kommunens inventeringar:
- Mimer 3, Långgatan 6, 1919
- Trumman 4, Odengatan 9, 1920
- Löjtnanten 8, Sandbäcksgatan 23, 1921
- Kärven 3, John Ericssonsgatan 24, 1922
- Kärven 6, Sveagatan 1, 1922
- Kärven 8, Parkgatan 7, 1922
- Borret 13, Parkgatan 19, 1923
- Kornet 9, Värmlandsgatan 2, 1923
- Pulpeten 7, Seminariegatan 5, 1924
- Mimer 7, Geijersgatan 1, 1925
- Lien 8, John Ericssonsgatan 18, 1926
- Heimdal 4, Herrhagsgatan 18, 1928
- Höder 2, Herrhagsgatan 30, 1929
- Lodjuret 8, Herrhagsgatan 19, 1930

## Bilder

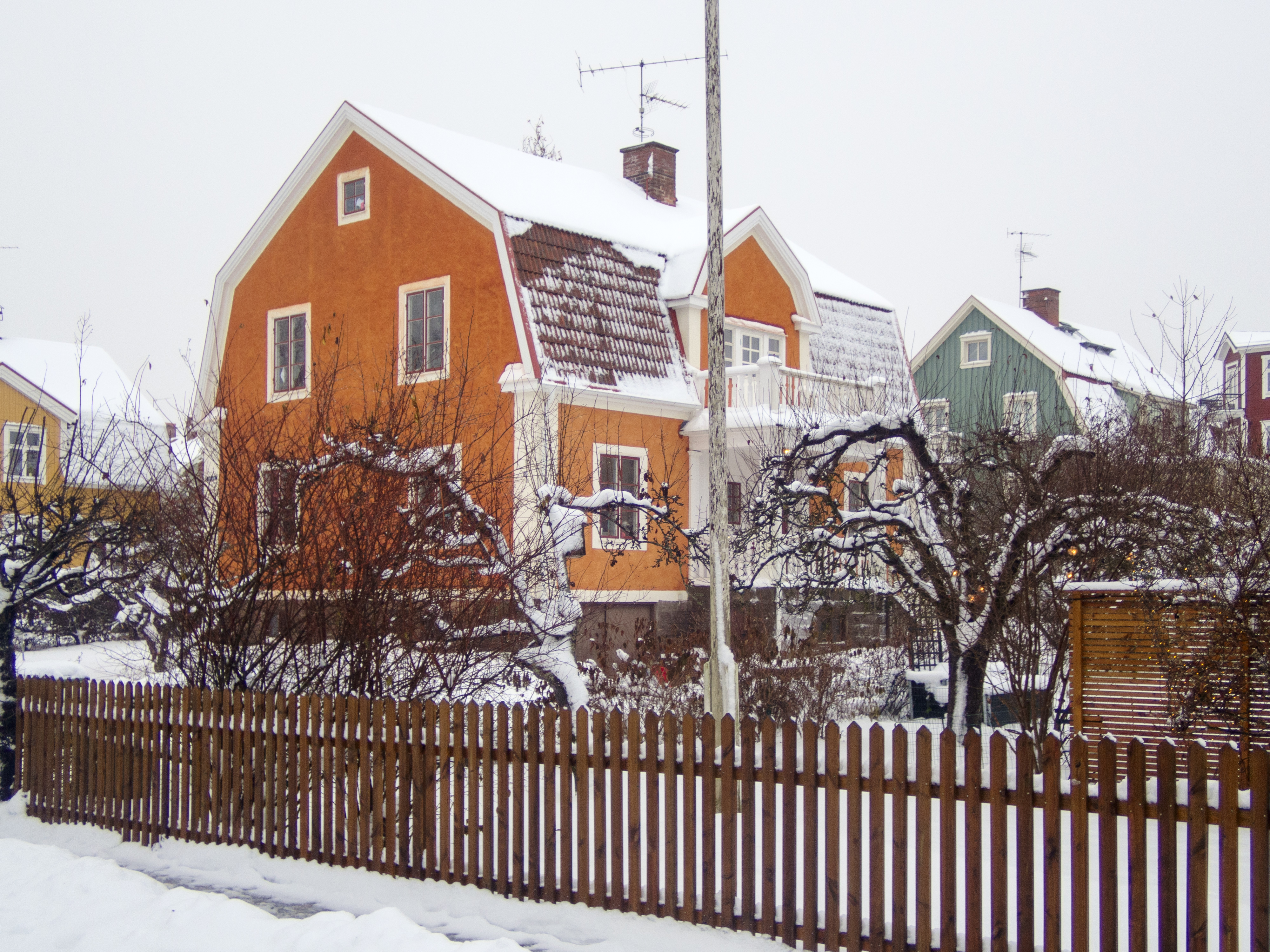
Borret 13
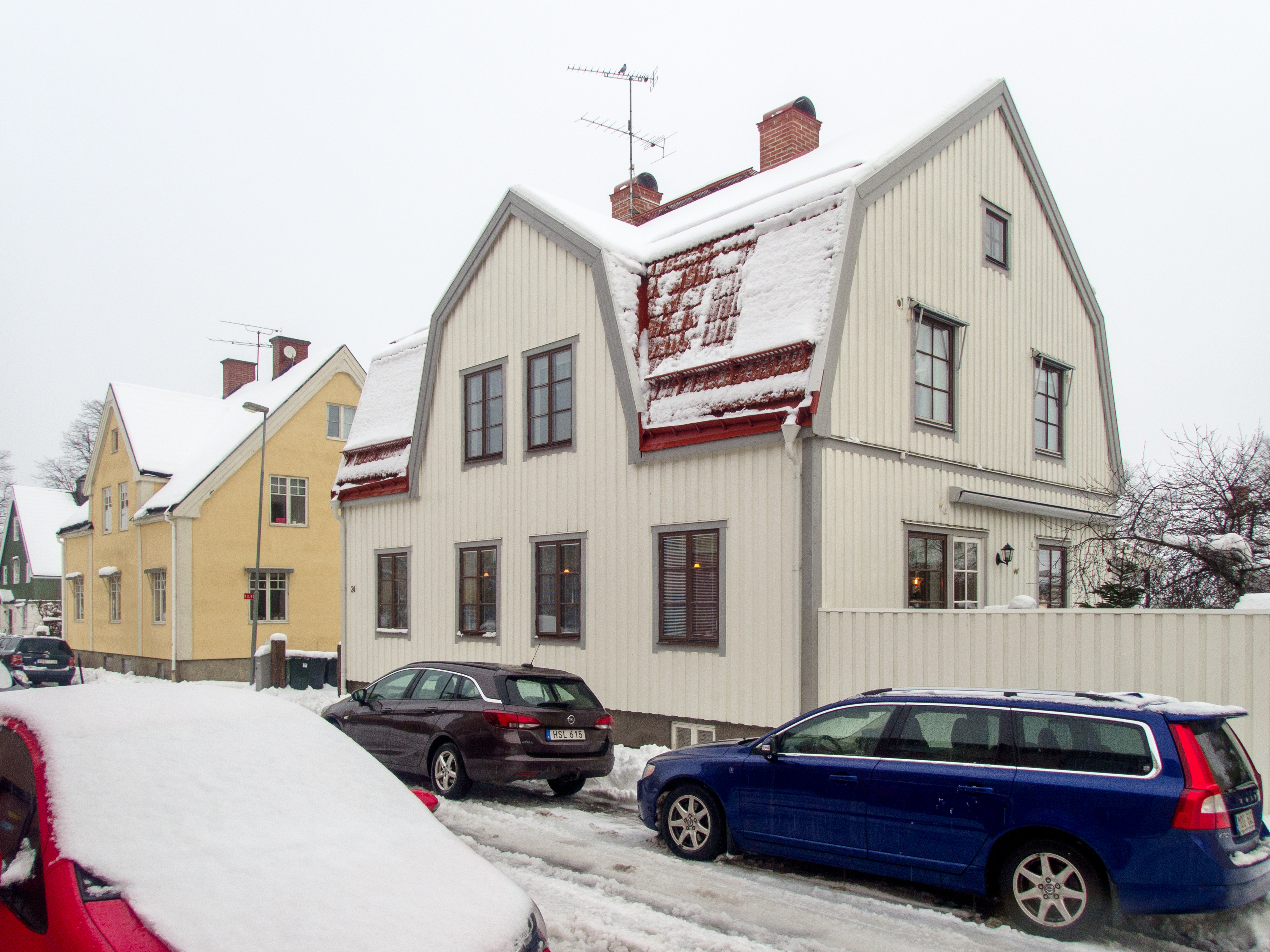
Kärven 3
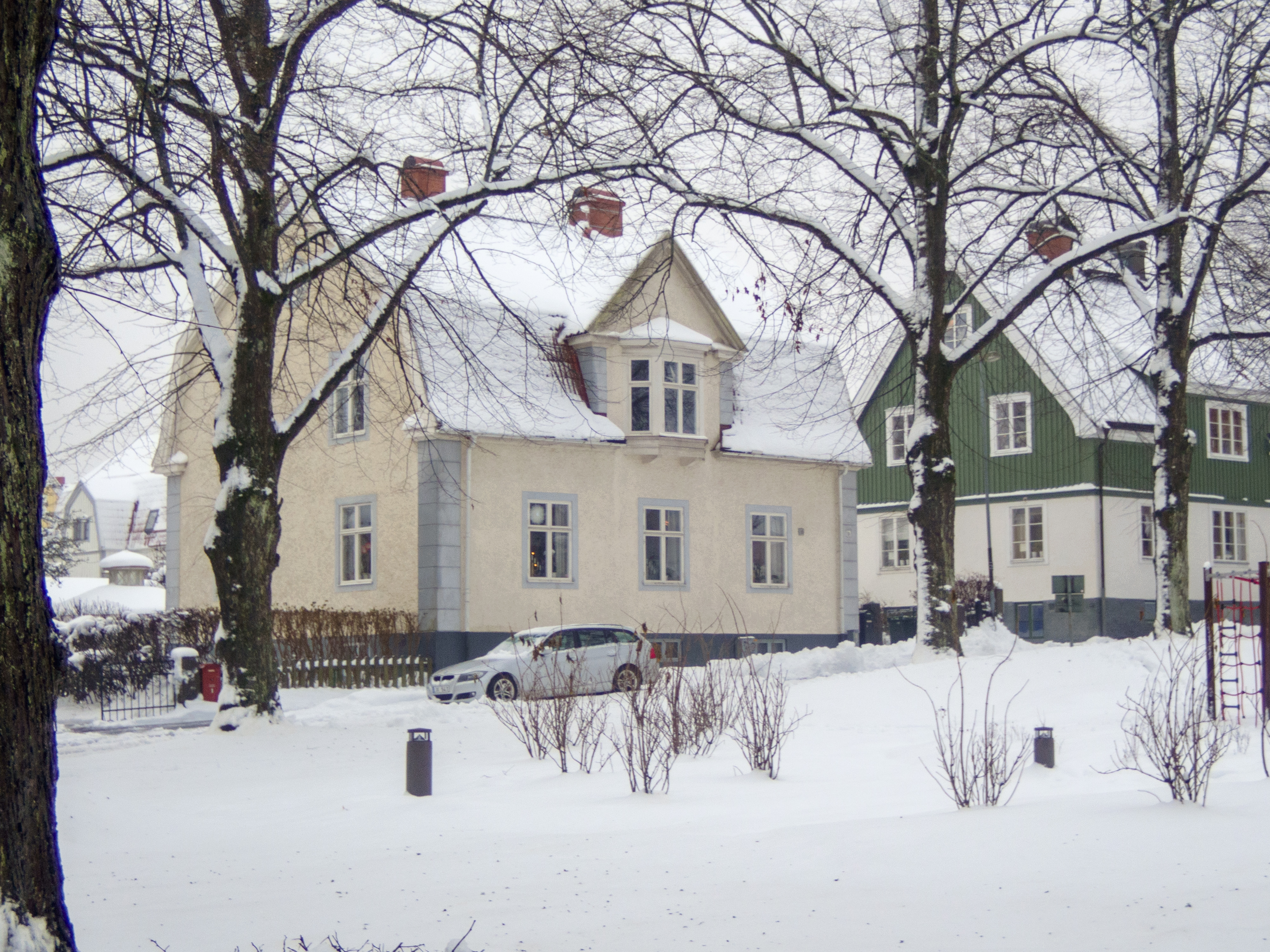
Kärven 6
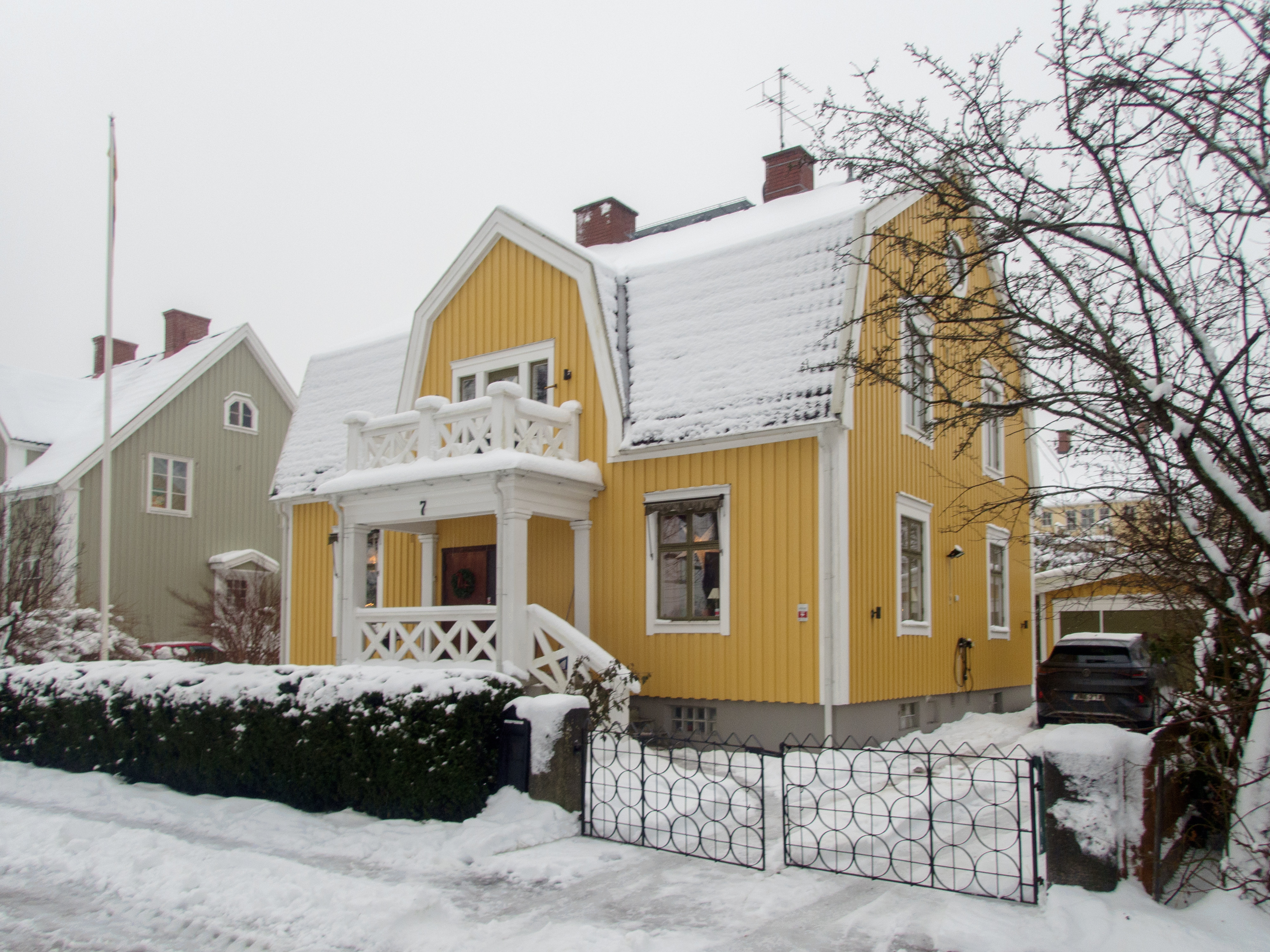
Kärven 8